# Eumecopterus
Eumecopterus is een geslacht van rechtvleugeligen uit de familie sabelsprinkhanen (Tettigoniidae). De wetenschappelijke naam van dit geslacht is voor het eerst geldig gepubliceerd in 1960 door Beier.

## Soorten
Het geslacht Eumecopterus omvat de volgende soorten:
- Eumecopterus flagellatus Caudell, 1918
- Eumecopterus incisus Beier, 1960
- Eumecopterus nanus Giglio-Tos, 1898
- Eumecopterus nigrovittatus Brunner von Wattenwyl, 1895
- Eumecopterus pilosus Brunner von Wattenwyl, 1895
- Eumecopterus vetus Piza, 1980
- Eumecopterus viridifrons Brunner von Wattenwyl, 1895